# Geräuschemacher

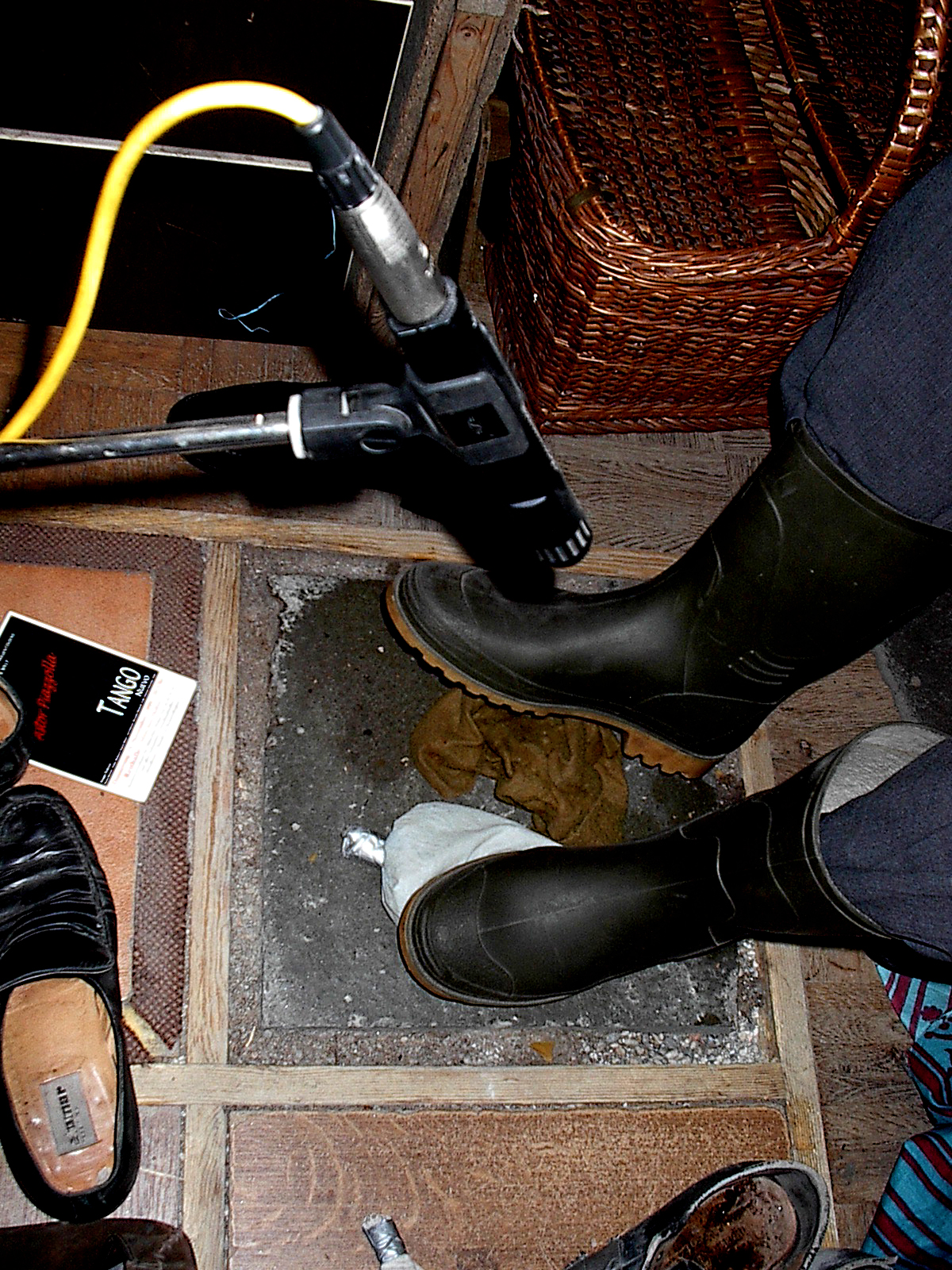
Ein Geräuschemacher bei der Aufnahme von Schritten

Der Geräuschemacher (engl. Foley artist, franz. Bruiteur, auch Footstep-Artist oder Walker) betreibt die Kunst des Nachvertonens von Geräuschen bei der Tongestaltung in Film und Fernsehen für Szenen, deren Originalton aus technischen oder künstlerischen Gründen nicht verwendet werden kann oder etwa bei Animationsfilmen neu erschaffen werden muss. Des Weiteren werden Geräusche des Originaltons vom Geräuschemacher verstärkt, um deren Bedeutung für die Filmhandlung hervorzuheben. Der englische Begriff Foley leitet sich vom Soundeditor Jack Foley der Universal Studios ab.

## Arbeitsweise
Zu den Hauptaufgaben des Geräuschemachers gehört die Aufnahme von Schritten. Neben weiteren Bewegungsgeräuschen gehören „Handlungsgeräusche“ zum Repertoire des Geräuschemachers, darunter „Flüssigkeiten eingießen“, „Geschirr spülen“ oder „Tasten drücken“. Diese Geräusche sind im Originalton meist nicht enthalten, um den Dialog nicht zu stören. Die Aufnahmen werden auf einer speziellen Audiospur gespeichert. Während dafür früher perforiertes 35-mm-Magnetband verwendet wurde, ist die Aufnahme mittlerweile über Festplatten und Digital Audio Tape gebräuchlich.
Der Produktionsschritt des Nachsynchronisierens von Geräuschen ist der Postproduktion zuzuordnen und lässt sich weiter unterteilen. Nachdem im O-Ton-Schnitt der Originalton auf seine technische wie künstlerische Verwertbarkeit geprüft und gegebenenfalls eine erste Synchronisation durchgeführt wird, werden in der Atmovertonung Umweltgeräusche wie Donner, Regen, Sturm, aber auch dramaturgische Atmosphären wie „Stille“, „Bedrückung“, „Ausgelassenheit“ eingefügt oder verdeutlicht. In der Effektvertonung entstehen beispielsweise die Geräusche für Verfolgungsjagden, Telefone, Wecker oder Eisenbahnfahrten.
Der Geräuschemacher arbeitet eng mit einem Tonmeister zusammen, der für die räumliche Einbettung der Aufnahme sorgt. Ein weiteres Betätigungsfeld für den Geräuschemacher ist das Hörspiel oder das Radio. Hier kommt es nicht auf die Synchronität an, sondern auf die Detailgenauigkeit einer Aufnahme.

## Das Foley-Studio
Ein Foley-Studio besteht normalerweise aus einem großen Raum oder zumindest aus zwei getrennten Räumen, von denen einer als Aufnahmeraum und der andere als Foley-Bühne genutzt wird, wo die Geräuscheffekte erzeugt werden. Die Trennung von Foley-Bühne und Aufnahmeraum ist empfehlenswert, da einige Foley-Effekte, wie das Zerplatzen von Wassermelonen, sehr folgenreich für die Umgebung werden können. Für die Kommunikation zwischen Foley-Künstler und Toningenieur ist es jedoch günstiger, einen statt zweier Räume zu verwenden.

## Rezeption
In den 1930er Jahren entstand der Schlager Mein Bruder macht im Tonfilm die Geräusche, Text von Charles Amberg, Komposition von Fred Raymond und Luigi Bernauer und gesungen von Paul O’Montis.
John Travolta spielt in dem Film Blow Out – Der Tod löscht alle Spuren einen Geräuschemacher.

### Kritik
Ein Teil der Konsumenten kritisiert die allgegenwärtige Verwendung von Hintergrundmusik oder diffusen Hintergrundgeräuschen bei Doku-Sendungen oder in Filmen, wegen der dadurch befürchteten Reizüberflutung.

## Rundfunkberichte
- Joachim Meißner: Tatort Tonstudio – Die Arbeit der Geräuschemacher in SWR2 „Wissen“ vom 9. Januar 2014
- Max Bauer, Andrea Kilian, Bernhard Jugel: Die Kunst des Geräuschemachens - Donnerschacht und Frösche in Schnapsgläsern (Memento vom 30. Dezember 2017 im Internet Archive), BR2 2017